# Fujian Tulou

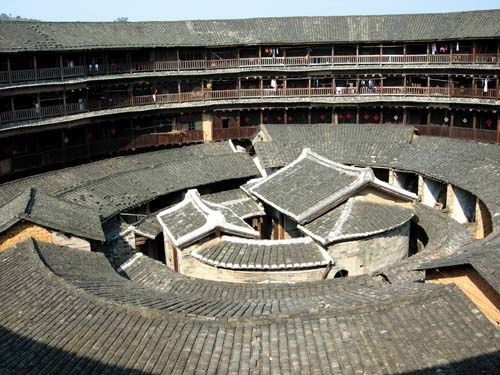
Chengqilou.

Fujian Tulou (xinès: 福建土楼xinès tradicional: 福建土樓, pinyin: 'Fújiàn Tǔlóu' xinès: 福建土楼xinès tradicional: 福建土樓, : Fújiàn Tǔlóu) és una construcció de tàpia única dels hakka i altres pobles a les regions muntanyenques del sud-oest de regió de Fujian, Xina.

## Descripció
Estan construïdes en la seva major part entre els segles XII i xx al llarg d'un eix de 120 km, en les terres de l'interior de l'estret de Taiwan, al sud-oest de la província de Fujian.
Un «tulou» és normalment un recinte tancat, rectangular o circular en la seva configuració amb una paret de terra molt gruixuda (fins a 6 peus) que suporta el pes i estructures de fusta, de tres a cinc pisos d'alt, que alberga fins a 80 famílies. Aquests edificis de terra tenen normalment un sol accés, guardat per portes de fusta de 4-5 polzades de gruix reforçats amb una pela exterior d'una làmina de ferro. El nivell superior d'aquests edificis de terra tenen forats de canons per a la defensa contra els bandits.
El lloc comprèn 46 cases de terra construïdes, entre ells el grup de tulous de Chuxi, Tianluokeng, Hekeng, Gaobei, Dadi, Hongkeng, i els lou de Yangxian, Huiyuan, Zhengfu i Hegui.
Edificades enmig d'arrossars i plantacions de tabac i te, aquestes cases de terra de diverses plantes, anomenades tulou, podien albergar fins a 800 persones. La seva construcció, amb finalitats defensives, es va fer d'acord amb un traçat circular o quadrat al voltant d'un pati central amb una sola entrada i amb molt poques obertures a la façana exterior. Servien d'habitatge a la totalitat dels membres d'un mateix clan i constituïen pobles sencers, que solien dir-se "petits regnes familiars" o "petites ciutats pròsperes". Són característics els seus alts murs de tova rematats per teulades de grans ràfecs. Les construccions més elaborades daten dels segles XVII i XVIII. Les edificacions es repartien verticalment entre diverses famílies, que disposaven cadascuna de dues o tres habitacions per planta. L'interior de cada tulou, a diferència de la seva austera façana, estava dissenyat per fer confortable la vida dels seus habitants i sovint posseïa riques ornamentacions. Aquests edificis s'inscriuen en la Llista del Patrimoni Mundial de la Humanitat per l'excepcionalitat de les seves dimensions, les seves tècniques tradicionals de construcció i les funcions. Constitueixen un exemple únic d'assentaments humans basats en una vida comunitària i una organització defensiva, en harmonia amb el medi ambient circumdant.

## Terminologia
A la dècada dels vuitanta, Fujian Tulou ha rebut diverses denominacions com «Hakka tulou», «habitatges de terra», «cases-fortes rodones» o simplement «tulou». Des dels noranta, els estudiosos de l'arquitectura xinesa han usat primordialment el terme Fujian Tulou. És incorrecte assumir que tots els residents del tulou eren gents hakka, a causa que també hi ha una sèrie de pobles meridionals de Fujian que viuen en tulous. Fujian Tulou és el nom oficial adoptat per la Unesco.
Part dels tulou hakka pertanyen a la categoria de Fujian Tulou. Tots els Fujian Tulou meridionals pertanyen a la categoria Fujian Tulou, però no pertanyen als «Hakka tulou».
A més, «Fujian Tulou» no és un sinònim de «tulou», sinó més aviat un subgrup especial d'aquests últims. Hi ha més de 20.000 tulous a Fujian, mentre que hi ha només tres mil «Fujian Tulou».
Els tulous de Fujian es defineixen com: «Un gran edifici de diversos pisos a les muntanyes de la regió muntanyenca del sud-est de Fujian perquè habitin i es defensin grans comunitats, construïdes amb estructures de fusta i parets de tapia».
Hi ha al voltant de 3.000 tulous de Fujian situats a la regió sud-occidental de la província de Fujian, en la seva major part a les regions muntanyenques del comtat de Yongding, de la ciutat de Longyan i el comtat Nanjing de la ciutat de Zhangzhou.

## Galeria d'imatges

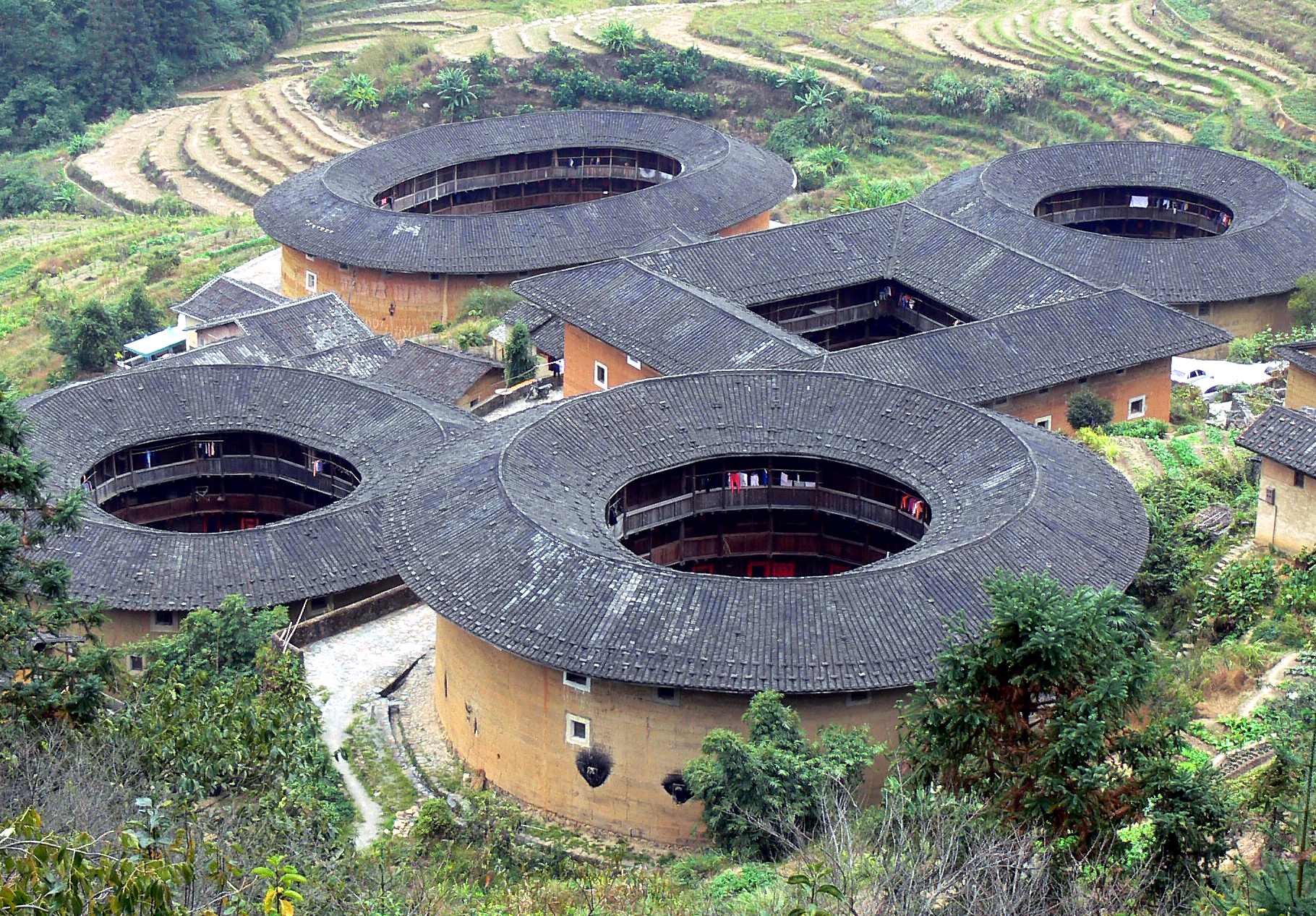
Tulou de Tianluokeng
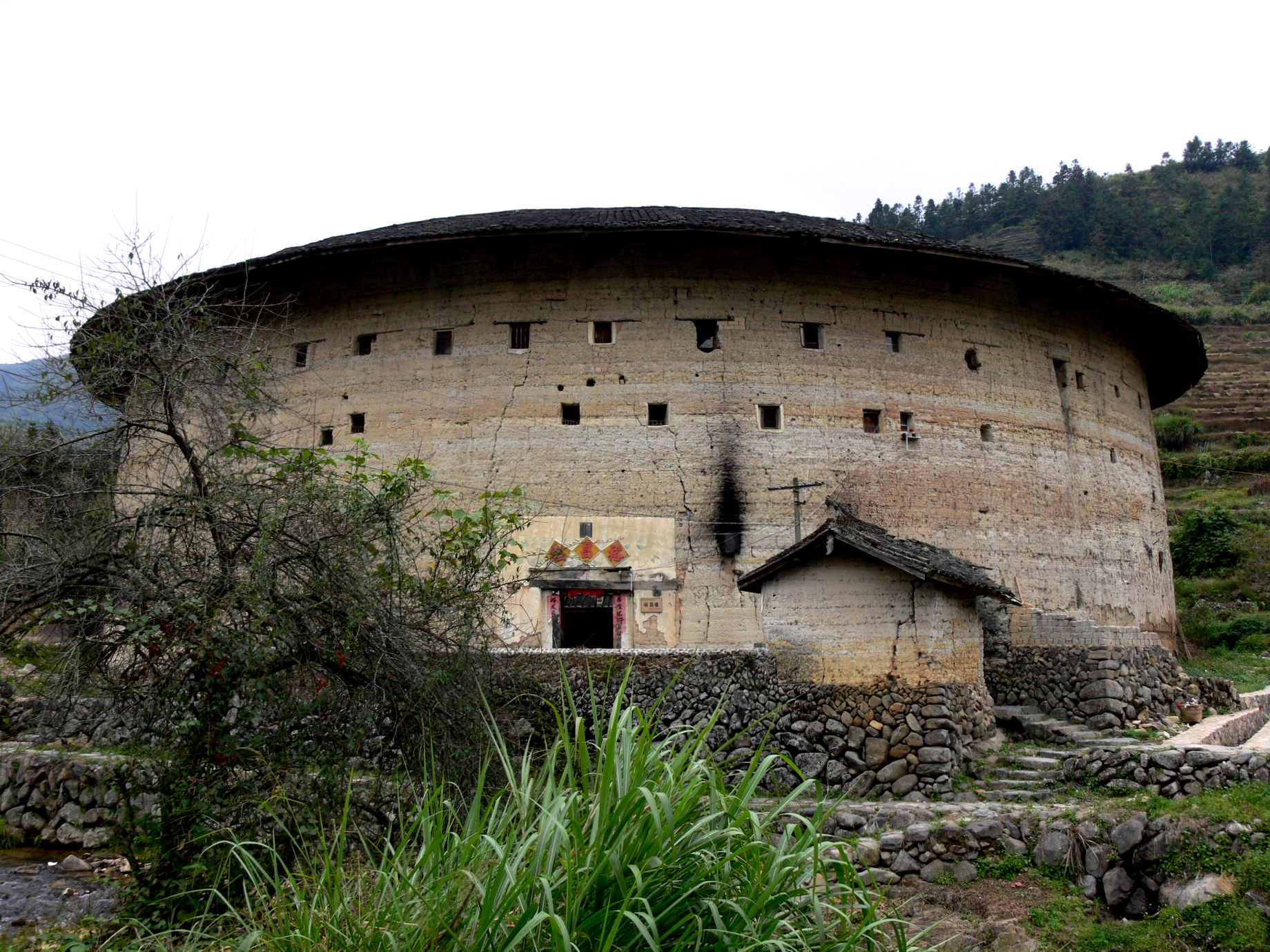
Tulou de Yuchanglou construït el 1308
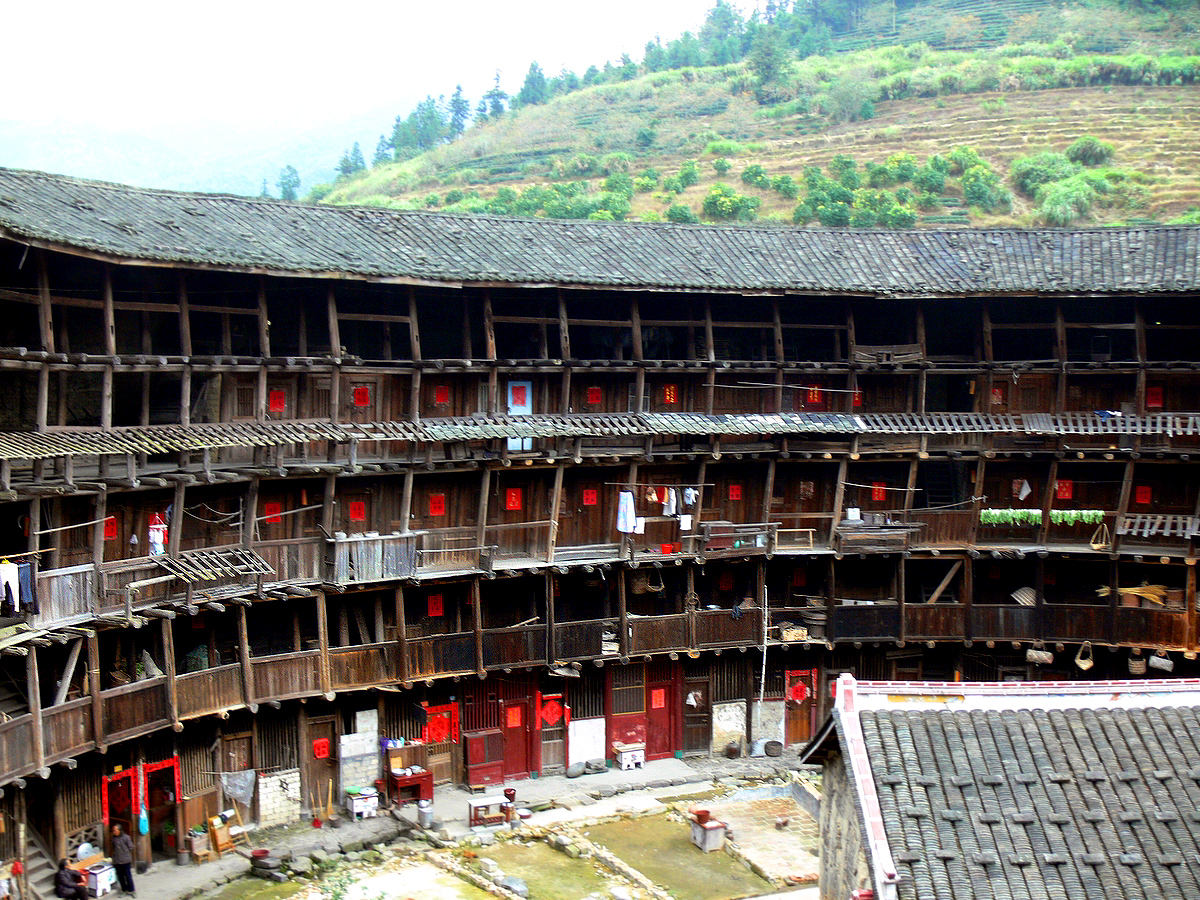
Interior
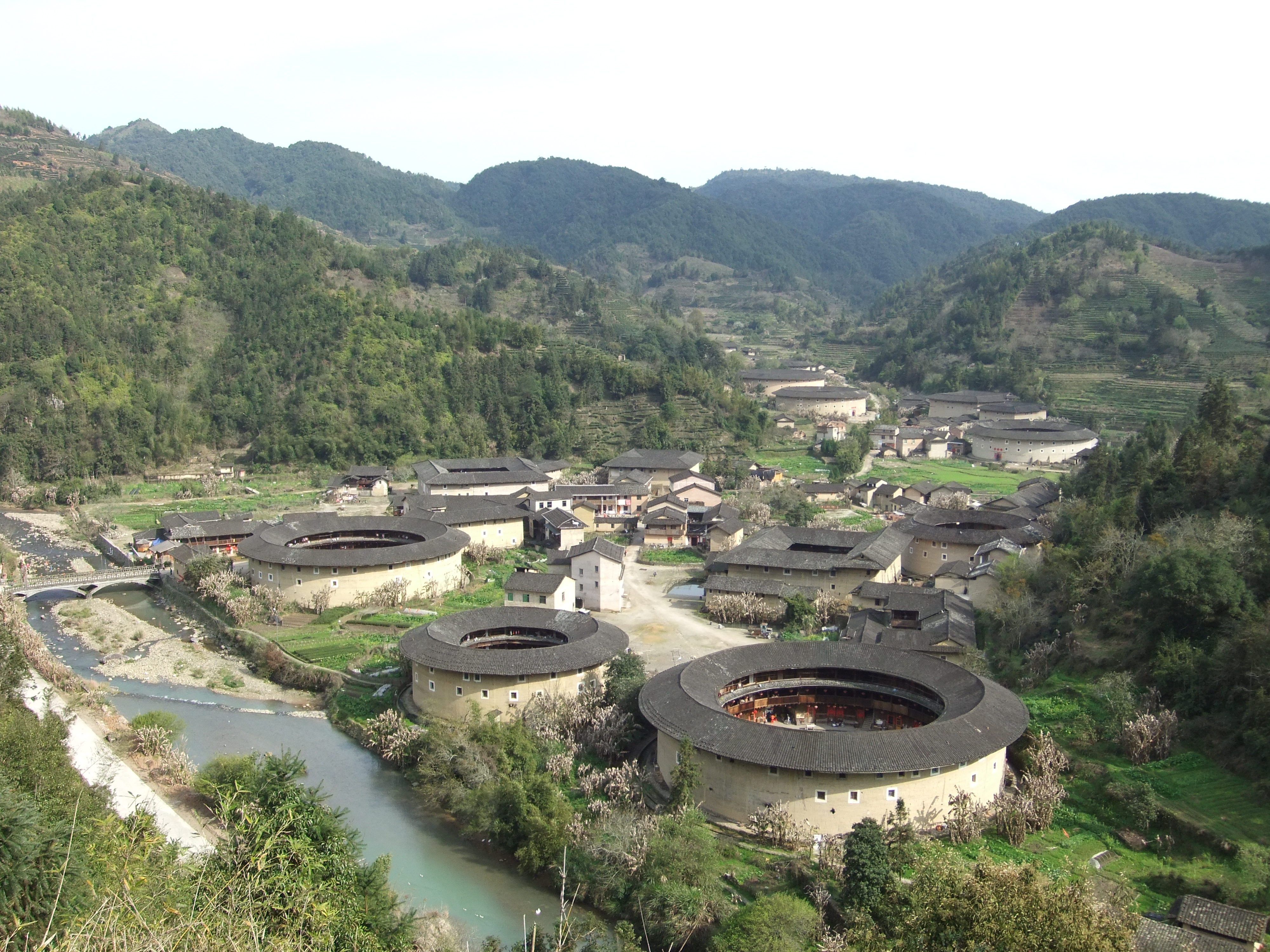
Vistes de Hekeng